# جاك إيفانز (لاعب كرة قدم بريطاني)
جاك إيفانز (بالإنجليزية: Jack Evans)‏ هو لاعب كرة قدم بريطاني، ولد في 1998 في سوانزي في المملكة المتحدة. لعب مع سوانزي سيتي.

## روابط خارجية
- جاك إيفانز على موقع قاعدة بيانات كرة القدم.إي يو (الإنجليزية)
- جاك إيفانز على موقع Soccerway.com (الإنجليزية)